# Comuna Ungureni, Botoșani
Ungureni este o comună în județul Botoșani, Moldova, România, formată din satele Borzești, Călugărenii Noi, Călugărenii Vechi, Durnești, Mândrești, Mihai Viteazu, Plopenii Mari, Plopenii Mici, Tăutești, Ungureni (reședința) și Vicoleni.

## Istoric
Săpăturile arheologice efectuate pe raza comunei au dat la iveală așezări neolitice în apropierea satului Mândrești, în locul numit ”Podul lui Anton”, dar mai ales în partea de sud-vest a satului Mihai Viteazu. Din cercetările prof. dr. Eugen D. Nicolau s-a stabilit că unele așezări din comună sunt din vremuri voievodale sau chiar prevoievodale, cum ar fi: Ungureni, Epureni, Durnești, Borzești, Plopeni, Dumeni și Tăutești.
Din vremuri vechi, pe teritoriul actual al comunei Ungureni treceau cete de ciobani transilvăneni, care erau originari din părțile Bârsei și, deoarece veneau dinspre ținuturile stăpânite de unguri, li se spunea „ungureni”. Satul Ungureni este centrul de comună, purtând această denumire de peste 4 veacuri. În vechime, satul Ungureni a fost împărțit în: Plopenii Mari, Epureni și Ungureni.
Până în 1948, actualul teritoriu al comunei a făcut parte din fostul județ Dorohoi (partea din stânga Jijiei) și fostul județ Botoșani (partea din dreapte Jijiei). Înainte de această dată au existat cele două comune: Ungureni și Borzești. Fiind așezată într-o zonă agricolă prin natura sa geografică, comuna a fost o așezare rurală din cele mai vechi timpuri. Locuitorii aveau ca ocupație primordială cultivarea pământului și creșterea animalelor. Se practicau și unele meșteșuguri, mai ales cele casnice.
Din punct de vedere cultural, pentru prima dată în România a luat ființă la Ungureni, prin eforturile lui Eugen Neculau, „Universitatea Populară” care a funcționat între anii 1927 - 1948 ce avea scopul de a duce cultura printre oameni, de a-i învăța pe țărani să lupte cu natura pentru obținerea unor recolte superioare. Pentru prima dată, s-au organizat audiții la radio, vizionări de filme, șezători și conferințe cu caracter științific.

### Stema
Stema comunei a fost aprobată prin Hotărârea Guvernului României nr. 273 din 23 aprilie 2014 și se compune dintr-un scut triunghiular cu marginile rotunjite, tăiat în chef de un brâu undat de argint. În partea superioară, în chef, în câmp albastru, se află o carte deschisă de argint. În partea inferioară, în câmp roșu, se află o oaie de argint, privind din față. Scutul este timbrat de o coroană murală de argint cu un turn crenelat.
Semnificațiile elementelor însumate
- Cartea face referire la prima Universitate Populară din România, care a fost înființată în această localitate, având un rol important în propagarea culturii și a educației în rândurile populației rurale.
- Oaia amintește de vechii ciobani transilvăneni, numiți ungureni, care s-au stabilit pe aceste meleaguri și au dat denumirea localității.
- Fascia undată reprezintă bogăția hidrografică a zonei, râul Jijia care străbate localitatea.
- Coroana murală cu un turn crenelat semnifică faptul că localitatea are rangul de comună.[3]

## Geografie
Ungureni, una din cele mai mari comune din județul Botoșani, este situată în partea central-vestică a depresiunii Prutului Mijlociu, în albia majoră a râului Jijia. Așezată la întretăierea căii ferate Iași-Dorohoi cu drumul național 29 Botoșani-Săveni, este un important nod comercial al județului. Suprafața actuală a comunei este de 13.675 hectare. Ca vecini, în partea de nord-est se învecinează cu comuna Știubieni și cu orașul Săveni; în partea de est și sud-est are ca vecini comunele Vlăsinești și Dângeni; în partea de sud comuna Unțeni, în partea de sud-vest comuna Nicșeni, iar în partea de nord-vest comunele Vorniceni și Corlăteni.

### Componență
Comuna Ungureni are în componența sa 12 sate: Ungureni, Plopenii Mari, Plopenii Mici, Epureni, Vicoleni, Tăutești, Borzești, Mihai Viteazu, Durnești, Călugărenii Noi, Călugăreni și Mândrești.

## Demografie
Componența etnică a comunei Ungureni
     Români (94,36%)
     Alte etnii (0,03%)
     Necunoscută (5,61%)
Componența confesională a comunei Ungureni
     Ortodocși (90,8%)
     Penticostali (2,84%)
     Alte religii (0,57%)
     Necunoscută (5,79%)
Conform recensământului efectuat în 2021, populația comunei Ungureni se ridică la 6.096 de locuitori, în scădere față de recensământul anterior din 2011, când fuseseră înregistrați 6.623 de locuitori. Majoritatea locuitorilor sunt români (94,36%), iar pentru 5,61% nu se cunoaște apartenența etnică. Din punct de vedere confesional, majoritatea locuitorilor sunt ortodocși (90,8%), cu o minoritate de penticostali (2,84%), iar pentru 5,79% nu se cunoaște apartenența confesională.

## Politică și administrație
Comuna Ungureni este administrată de un primar și un consiliu local compus din 15 consilieri. Primarul, Petru Harabagiu[*], de la Partidul Social Democrat, este în funcție din 1 noiembrie 2024. Începând cu alegerile locale din 2024, consiliul local are următoarea componență pe partide politice:
|  | Partid                          | Consilieri | Componența Consiliului | Componența Consiliului | Componența Consiliului | Componența Consiliului | Componența Consiliului | Componența Consiliului | Componența Consiliului | Componența Consiliului |
|  | ------------------------------- | ---------- | ---------------------- | ---------------------- | ---------------------- | ---------------------- | ---------------------- | ---------------------- | ---------------------- | ---------------------- |
|  | Partidul Social Democrat        | 8          |                        |                        |                        |                        |                        |                        |                        |                        |
|  | Partidul Național Liberal       | 4          |                        |                        |                        |                        |                        |                        |                        |                        |
|  | Alianța pentru Unirea Românilor | 3          |                        |                        |                        |                        |                        |                        |                        |                        |

## Personalități locale
- Eugen Neculau, pedagog, creatorul Universității Populare de la Ungureni.
- Adrian Neculau, profesor emerit al Universității „Alexandru Ioan Cuza” din Iași.
- Gheorghe Roman, deputat de Iași.
- Jenică Arnăutu, ofițer în armata regală, partizan anticomunist